# Manuel Caldeira Cabral
Pour les articles homonymes, voir Caldeira (homonymie) et Cabral.
Manuel de Herédia Caldeira Cabral, né le 28 avril 1968 à Lisbonne, est un économiste, universitaire et homme politique portugais.

## Biographie

### Formation et vie professionnelle
Il est titulaire d'une maîtrise en économie de la Nouvelle université de Lisbonne (UNL) et d'un doctorat de l'université de Nottingham.
Il enseigne l'économie à l'université du Minho depuis 2004, occupant un poste de conseiller du ministre portugais de l'Économie Manuel Pinho en 2009, puis du ministre des Finances Teixeira dos Santos jusqu'en 2011.

### Engagement politique
Proche du Parti socialiste (PS), il est élu député du district de Braga à l'Assemblée de la République lors des élections législatives du 4 octobre 2015. Le 26 novembre suivant, Manuel Caldeira Cabral est nommé ministre de l'Économie du gouvernement minoritaire du socialiste António Costa.